# Kūh Sefīd-e Soflá
Kūh Sefīd-e Soflá (persiska: کوه سفید سفلی, Kūh Sefīd-e Pā’īn) är en ort i Iran.   Den ligger i provinsen Khorasan, i den nordöstra delen av landet, 800 km öster om huvudstaden Teheran. Kūh Sefīd-e Soflá ligger 1 093 meter över havet och antalet invånare är 125.
Terrängen runt Kūh Sefīd-e Soflá är huvudsakligen kuperad, men den allra närmaste omgivningen är platt. Kūh Sefīd-e Soflá ligger nere i en dal.Runt Kūh Sefīd-e Soflá är det ganska tätbefolkat, med 185 invånare per kvadratkilometer. Närmaste större samhälle är Yekkeh Pesteh, 18,0 km söder om Kūh Sefīd-e Soflá. Omgivningarna runt Kūh Sefīd-e Soflá är i huvudsak ett öppet busklandskap.